# Spirituele evolutie
Spirituele evolutie is het filosofische, theologische, esoterische of spirituele idee dat de natuur en de mens of de menselijke cultuur volgens een vast kosmologisch patroon of stijging, of volgens vooraf vastgestelde potenties evolueren.
Dit concept van vooraf vastgestelde evolutie wordt ondersteund door het idee van de creatieve impuls bij de mens, epiginese genaamd.
Binnen deze brede definities zijn de theorieën over spirituele evolutie zeer divers. Ze kunnen kosmologisch zijn (die het bestaan in het geheel beschrijven), persoonlijk (die het bestaan van het individu beschrijven) of beide. Ze kunnen holistisch, idealistisch of nonduaal zijn. Allemaal kunnen ze min of meer tot de theologie worden toegeschreven.
Filosofen, wetenschappers en onderwijzers die de theorieën van spirituele evolutie aanhingen, zijn onder meer Nader Angha, Friedrich von Schelling, Hegel, Max Théon, Henri Bergson, Sri Ôrobindo, Jean Gebser, Pierre Teilhard de Chardin, Arthur M. Young, Edward Haskell, Ernst Friedrich Schumacher, Erich Jantsch, Clare W. Graves, Alfred North Whitehead, Terence McKenna, Prabhat Rainjan Sarkar, Victor Skumin, Ken Wilber en Brian Swimme. Deze theoristen trachten (voor het grootste gedeelte) non-materialistisch of non-reductionistisch te zijn.

## Geschiedenis

### Cyclische kosmos
Mircea Eliade suggereerde dat in vele pre-moderne culturen men het concept de Daling en een "nostalgie voor paradijs" vindt. Nochtans voor die culturen die een cyclische kosmologie hebben, zou het concept een progressieve verslechtering van het heelal (zoals in de Hesiodische, hindoeïstische en Lurianische kosmologieën van een degradatie van een Gouden Tijdperk aan een IJzertijdperk of Kali Yuga) in evenwicht kunnen worden gebracht door een overeenkomstig stijgen aan meer geestelijke stadia en een terugkeer naar paradijselijke condities. Dit is wat men in boeddhistisch en vooral jaïnistische kosmologiën vindt.

### Emanatie
Vele premoderne kosmologieën en esoterische gedachtensystemen zijn gebaseerd op een emanationistische kijk op de werkelijkheid. Als de cyclische mening tijdelijk is, dan is de emanatie een tijdloze voorloper aan de theorie van geestelijke evolutie.
Volgens dit paradigma gaat de Verwezenlijking te werk als uitgieten of zelfs transformatie in het originele Absolute of de Godheid. Het Opperste Licht of het Bewustzijn dalen door een reeks stadia, gradaties, werelden of hypostases, vóór zich definitief om te draaien om terug te komen bij de Ene, die zijn stappen reconstitueert door geestelijk kennis, overpeinzing en stijging.
Een voorbeeld van deze denkwijze is het neoplatonisme van Plotinus en zijn opvolgers. Andere voorbeelden en interpretaties vindt men in Kashmir Shaivisme en tantra's in het algemeen, gnosticisme, soefisme en kabbalah. Het Hindoese idee van chakra's zou hier ook beschouwd als "microkosmische" tegenhanger van macrokosmische verwikkeling en evolutie kunnen worden (de Yogi heft door de kracht van Kundalini of van het leven op en overtreft zo elke chakra beurtelings, tot hij de kroonchakra en de bevrijding bereikt).

## Epiginese
Epiginese is het filosofische, theologische of esoterische idee dat sinds de mens een ziel kreeg, het de originele creatieve impuls is die het menselijk ontwikkelen heeft veroorzaakt.
Volgens de spirituele evolutie is men verder gaan bouwen op dat wat er al was, maar met toevoeging van nieuwe dingen door de actieve aanwezigheid van de geest. Daardoor had de mens de mogelijkheid gekregen om intelligentie te verwerven, en daardoor creatoren te worden. Om de mens in staat te stellen dit te volbrengen, heeft hij een training nodig die de ontwikkeling van creativiteit mogelijk maakt, wat creatie onderscheidt van imitatie. Zou epiginese inactief worden, in het individu of in een race, dan zou evolutie ophouden en plaats maken voor degeneratie.
Dit concept is gebaseerd op het idee van de Rozenkruisers dat de wereld een soort opleiding is, en dat de mens meer leert van de fouten die we maken dan van de successen die we boeken. Het lijden wordt gezien als een vergissing, en de impact van het lijden op het bewustzijn zorgt ervoor dat de mens actief blijft op andere wegen die men ziet als 'goed', in harmonie met de natuur. Mensen worden gezien als geesten die een Levensschool volgen, en daar leren hun sluimerende spirituele kracht te ontvouwen en zich te ontwikkelen van impotent tot omnipotent, en de positie van Creatieve God te bereiken aan het einde van de huidige evolutie van de mens, de Grote Dag van de Manifestatie.

## Voetnoten
1. ↑  Audiopedia: Spiritual Evolution
2. ↑  Arthur Avalon, The Serpent Power
3. ↑  Max Heindel, The Rosicrucian Cosmo-Conception: Involution, Evolution and Epigenesis, November 1909, ISBN 0-911274-34-0 www

## Video
- Periods of Humanity (Part 4/4 - Krauncha & Beyond). youtube.com. Geraadpleegd op 12 June 2022.